# Calamagrostis agrostidiformis
Calamagrostis agrostidiformis är en gräsart som beskrevs av Roman Julievich Roshevitz. Calamagrostis agrostidiformis ingår i släktet rör, och familjen gräs. Inga underarter finns listade i Catalogue of Life.